# 王思诚 (元朝)
王思诚（1291年—1357年），字致道，兖州嵫阳（今山东省济宁市兖州区）人，元朝政治人物。
王思诚幼聪明好学，元英宗至治元年（1321年）进士，授管州判官。后来担任翰林国史院编修官、待制等职。元顺帝至正元年（1341年）为国子司业，至正二年（1342年）拜监察御史。屡次上疏论及时弊。行部州县问狱，多能惩恶平冤。至正十二年（1352年）召拜礼部尚书兼国子祭酒。又出为陕西行台治书侍御史。至正十七年（1357年）守奉元，抵御红巾军，召察罕帖木儿来援，关中解严。奉召入大都，在途中去世，谥献肃。